# Władysław Leopold Jaworski
Władysław Leopold Jaworski (10. dubna 1865 Karsy Małe – 17. července 1930 Milanówek) byl rakouský a polský právník, vysokoškolský pedagog a politik z Haliče, na počátku 20. století poslanec Říšské rady.

## Biografie
Vystudoval práva na Jagellonské univerzitě v Krakově, kde roku 1889 získal titul doktora práv. Studoval pak roku 1891 právo a národohospodářství na univerzitě v Berlíně a roku 1892 v Paříži. Po devět let pracoval u finanční prokuratury. Roku 1898 se stal profesorem občanského práva na krakovské univerzitě. Roku 1910 rozšířil svůj záběr i na správní právo. Byl členem polské akademie věd a varšavské učené společnosti. V meziválečném období mu byl udělen čestný doktorát na univerzitě ve Vilniusu. Byl dlouholetým šéefredaktorem odborného listu Czasopismo Prawnicze i Ekonomiczne.
Angažoval se v politice. Od roku 1901 zasedal jako poslanec Haličského zemského sněmu. Na počátku 20. století se zapojil i do celostátní politiky. Ve volbách do Říšské rady roku 1911 mandát v Říšské radě (celostátní zákonodárný sbor) za obvod Halič 24. Byl členem poslanecké frakce Polský klub. Rezignoval během XXI. zasedání, znovu zvolen byl ale 30. června 1914. Slib ovšem složil až 30. května 1917 při obnovení zasedání sněmovny. Ve vídeňském parlamentu setrval až do zániku monarchie. K roku 1911 se profesně uvádí jako univerzitní profesor.
Sehrál významnou roli při utváření takzvaného neokonzervativního proudu polské politiky. Byl spoluzakladatelem Konzervativního klubu a Strany konzervativní pravice. Působil jako redaktorem tiskového orgánu Czas. Zasadil se v roce 1908 o dohodu mezi konzervativci a Polskou lidovou stranou (Polskie Stronnictwo Ludowe). Později byl vůdčí osobnosti austrofilského proudu polské politiky. Za světové války byl předsedou Nejvyššího národního výboru (Naczelny Komitet Narodowy).